# Мурано
Мурано (на италиански: Murano; Muran) е група от острови североизточно от стария град Венеция в Северна Италия. Островът е известен със стъкларското си изкуство. Общата площ е 1,17 km2 (точно 1171,625 m2 или 1531,322 m2) с население 4683 жители (на 19 август 2009).
Групата се състои от отделнии острови, разделени от осем канала и свързани с единадесет моста.
- Мурано
- Купа от Мурано